# John McEnery (guvernör)
John McEnery, född 31 maj 1833 i Petersburg, Virginia, död 28 mars 1891 i Louisiana, var en amerikansk politiker (demokrat). Han var Louisianas guvernör från januari till maj 1873. Han var bror till Samuel D. McEnery.
John McEnery avlade juristexamen vid University of Louisiana (numera Tulane University) och inledde sin karriär som advokat i Louisiana. År 1856 gifte han sig med Mary G. Thompson och paret fick sex barn. I amerikanska inbördeskriget deltog han i Amerikas konfedererade staters armé och befordrades till överstelöjtnant.
McEnery efterträdde P.B.S. Pinchback som guvernör och efterträddes senare samma år av William Pitt Kellogg. Orsaken till att McEnerys tid i ämbetet blev kortvarig var att president Ulysses S. Grant ansåg att republikanen Kellogg hade vunnit det omtvistade guvernörsvalet 1872 och avgjorde situationen efter att båda kandidaterna hade utropat sig till segrare och svurit ämbetseden. Med två guvernörer var Louisiana på väg in i en väpnad konflikt vilket föranledde den federala regeringens intervention. Den ursprungliga rösträkningen hade slutat till McEnerys fördel men Kellogg hade utropats till segrare av en konkurrerande valnämnd.
Katoliken McEnery avled 1891 och gravsattes på Metairie Cemetery i New Orleans.